# Haematopota holtmanni
Haematopota holtmanni är en tvåvingeart som beskrevs av Stone och Philip 1974. Haematopota holtmanni ingår i släktet Haematopota och familjen bromsar.
Artens utbredningsområde är Filippinerna. Inga underarter finns listade i Catalogue of Life.